# 1331
| [ Edytuj tabelę ]                          |                                                                           |
| Król Polski                                | - 1320 Władysław I Łokietek 1333                                          |
| Książę Wielkopolski                        | - 1331 Kazimierz III Wielki 1333                                          |
| Król Albanii                               | - 1301 Filip I 1332                                                       |
| Współksiążęta Andory                       | - 1326 Arnau de Llordà 1341 - 1315 Gaston II 1343                         |
| Król Angkoru                               | - 1327 Dżajawarman IX 1336                                                |
| Król Anglii                                | - 1327 Edward III 1377                                                    |
| Król Aragonii i Walencji, hrabia Barcelony | - 1327 Alfons IV Łagodny 1336                                             |
| Władca Azteków                             | - 1325 Tenoch 1376                                                        |
| Margrabia Brandenburgii                    | - 1320 Ludwik 1351                                                        |
| Książę Burgundii                           | - 1315 Eudes IV 1349                                                      |
| Książę Dolnej Bawarii                      | - 1309 Otto IV 1334 - 1309 Henryk XIV Bawarski 1339 - 1312 Henryk XV 1333 |
| Książę Górnej Bawarii                      | - 1294 Ludwik III 1340                                                    |
| Cesarz Bizancjum                           | - 1328 Andronik III Paleolog 1341                                         |
| Car Bułgarii                               | - 1330 Iwan Stefan 1331 - 1331 Iwan Aleksander 1371                       |
| Cesarz Chin                                | - 1329 Wenzong 1332                                                       |
| Król Cypru                                 | - 1324 Hugo IV 1359                                                       |
| Król Czech                                 | - 1310 Jan Luksemburski 1346                                              |
| Król Danii                                 | - 1329 Krzysztof II 1332                                                  |
| Władca Egiptu                              | - 1310 An-Nasir Muhammad 1341                                             |
| Cesarz Etiopii                             | - 1314 Amde Tsyjon I 1344                                                 |
| Król Francji                               | - 1328 Filip VI 1350                                                      |
| Król Gruzji                                | - 1314 Jerzy V Wspaniały 1346                                             |
| Hrabia Holandii                            | - 1304 Wilhelm III 1337                                                   |
| Cesarz Japonii                             | - 1318 Go-Daigo 1339                                                      |
| Kalif                                      | - 1302 Al-Mustakfi I 1340                                                 |
| Król Kastylii i Leónu                      | - 1312 Alfons XI 1350                                                     |
| Patriarcha Konstantynopola                 | - 1323 Izajasz 1334                                                       |
| Władca Korei                               | - 1330 Ch’unghye 1332                                                     |
| Wielki książę litewski                     | - 1316 Giedymin 1341                                                      |
| Cesarz Majapahitu                          | - 1328 Tribhuwana Widżajatunggadewi 1350                                  |
| Sułtan Maroka                              | - 1310 Abu Said Usman II 1331 - 1331 Abu al-Hassan Ali I 1350             |
| Książę Mediolanu                           | - 1329 Luchino 1339                                                       |
| Wielki książę moskiewski                   | - 1328 Iwan I Kalita 1340                                                 |
| Król Nawarry                               | - 1328 Joanna II z Nawarry i Filip z Évreux 1342                          |
| Król Norwegii                              | - 1319 Magnus Eriksson 1355                                               |
| Hrabia Palatynatu                          | - 1327 Rudolf II Wittelsbach 1353                                         |
| Papież                                     | - 1316 Jan XXII 1334                                                      |
| Król Portugalii                            | - 1325 Alfons IV 1357                                                     |
| Książę Rusi halickiej                      | - 1323 Jerzy II 1340                                                      |
| Cesarz Rzymski (niemiecki)                 | - 1314 Ludwik IV Bawarski 1347                                            |
| Książę Saksonii                            | - 1298 Rudolf I 1356                                                      |
| Kapitanowie Regenci San Marino             | - 1331 Ugucciolo da Valdragone 1331                                       |
| Król Serbii                                | - 1321 Stefan Urosz III 1331                                              |
| Car Serbii                                 | - 1331 Stefan Urosz IV Duszan 1355                                        |
| Król Szkocji                               | - 1329 Dawid II Bruce 1371                                                |
| Król Szwecji                               | - 1319 Magnus Eriksson 1363                                               |
| Sułtan Turków                              | - 1324 Orchan 1360                                                        |
| Doża Wenecji                               | - 1328 Francesco Dandolo 1339                                             |
| Król Węgier                                | - 1308 Karol Robert 1342                                                  |
| Wielki mistrz zakonu krzyżackiego          | - 1331 Luther von Braunschweig 1335                                       |

Rok 1331 / MCCCXXXI
stulecia: XIII wiek ~
XIV wiek ~
XV wiek

lata: 1321 «
1326 «
1327 «
1328 «
1329 «
1330 «
1331
» 1332
» 1333
» 1334
» 1335
» 1336
» 1341

## Wydarzenia w Polsce
- 26 maja:
  - w Chęcinach rozpoczął się ogólnopolski wiec zwołany przez króla Władysława Łokietka, początek polskiego parlamentaryzmu.
  - Władysław Łokietek uczynił swego syna królewicza Kazimierza namiestnikiem Wielkopolski i Kujaw.
- Rycerze zakonu krzyżackiego zniszczyli królewskie miasto Kłecko, w tym gród z podgrodziem, zamek oraz kościół Św. Jerzego wywożąc bezcenne obrazy i księgi.
- Lipcowa wyprawa zakonu krzyżackiego kosztowała Polskę 41 spalonych wsi i miast.
- 27 lipca – wojna polsko-krzyżacka: porażka wojsk polskich w bitwie pod Pyzdrami.
- Wrzesień – wojna polsko-krzyżacka: spalenie przez Krzyżaków Łęczycy.
- Wrzesień – wojna polsko-krzyżacka: spalenie przez Krzyżaków Sieradza.
- 21-24 września – wojna polsko-krzyżacka: Krzyżacy oblegali Kalisz, który zdołał się obronić.
- 23/24 września – wojna polsko-krzyżacka: najazdu zakonu krzyżackiego: w nocy doszło do bitwy pod Koninem.
- 27 września – wojna polsko-krzyżacka: bitwa pod Płowcami między wojskami Władysława Łokietka i zakonu krzyżackiego.
- 2 października – Jan Luksemburski zajął Głogów.
- 5 października – Jan Luksemburski obległ Poznań, zmuszony wkrótce do odwrotu przez wojska polskie.
- Władysław Łokietek nadał Krakowowi przywileje wolności od ceł na terenie całego państwa.
- Kisielice, Tuczno otrzymały prawa miejskie.

## Wydarzenia na świecie
- 8 września – spiskowcy porwali króla Serbii Stefana III. Stefan Urosz IV Duszan został królem Serbii.
- 24 listopada – Dawid II Bruce został koronowany na króla Szkocji.

## Urodzili się
- 16 lutego – Coluccio Salutati, jeden z liderów życia kulturalnego i politycznego w renesansowej Florencji (zm. 1406)
- Joanna Maria z Maille, francuska tercjarka franciszkańska, błogosławiona katolicka (zm. 1414)
- Katarzyna Szwedzka, szwedzka zakonnica katolicka, brygidka, święta (zm. 1391)

## Zmarli
- 11 stycznia – Przemko głogowski, książę żagański, książę ścinawski, poznański, książę głogowski (ur. pomiędzy 1300 a 1308)
- 14 stycznia – Odoryk de Pordenone, włoski franciszkanin i misjonarz, autor relacji z podróży na Daleki Wschód (ur. ok. 1265)
- 27 września (bitwa pod Płowcami):
  - Albert von Oer, komtur bałgijski, ragnetyński i gdański (ur. ?)
  - Herman von Oettingen, komtur elbląski, wielki szpitalnik (ur. ?)
  - Otto von Bonsdorf, komtur Kowalewa, wielki komtur (ur. ?)
- 27 października – Abu al-Fida, władca Hamy w Syrii (ur. 1273)
- 11 listopada – Stefan Urosz III Deczański, król Serbii (ur. ok. 1285)
- data dzienna nieznana:
  - Usman II, sułtan Maroka (ur. 1275)